# 溴化鐳
溴化鐳是一種鐳的化合物，是一種溴化鹽類，具放射性，分子式為RaBr2，通常外觀為白色粉末狀，其結晶的晶體結構為正交晶系。

## 制備
碳酸鐳加入氫溴酸中，然后於氬氣保護下加热至550℃持續390分鐘，而制得。
RaCO3 + 2HBr → RaBr2 + CO2 + H2O
也可以在氣態溴化氫中加热氯化鐳，发出红光時，表示溴化氫還原了氯化鐳生成溴化鐳。
RaCl2 + 2HBr → RaBr2 + H2 + Cl2